# 寒鴉屬
寒鴉屬为雀形目鴉科的一个属。本屬鳥類分佈於整個舊大陸地區，目前下屬2個物種。

## 命名與分類
該屬是由德國博物學家約翰·雅各布·考普於1829年建立的屬，其模式種即為當時只有被歸為於此屬下的寒鸦。屬名古希臘語，指的就是寒鴉。
目前該屬的地位有所爭議，世界鳥類學家聯合會認為這個屬存在，但《The Clements Checklist of Birds of the World》及國際鳥盟仍將本屬物種視作為鴉屬的一員。

## 形態
本屬下的兩個物種行為相當相似，差別僅在达乌里寒鸦的體型較寒鸦來得小；前者羽毛的蒼白區域幾乎是白色的（後者則為淺灰）；前者眼睛的虹膜偏淺色，後者偏深。

## 下属物种
本属包括以下物种：
- 寒鸦 Coloeus monedula (Linnaeus, 1758)
- 达乌里寒鸦 Coloeus dauuricus (Pallas, 1776)